# Arnold (kráter)

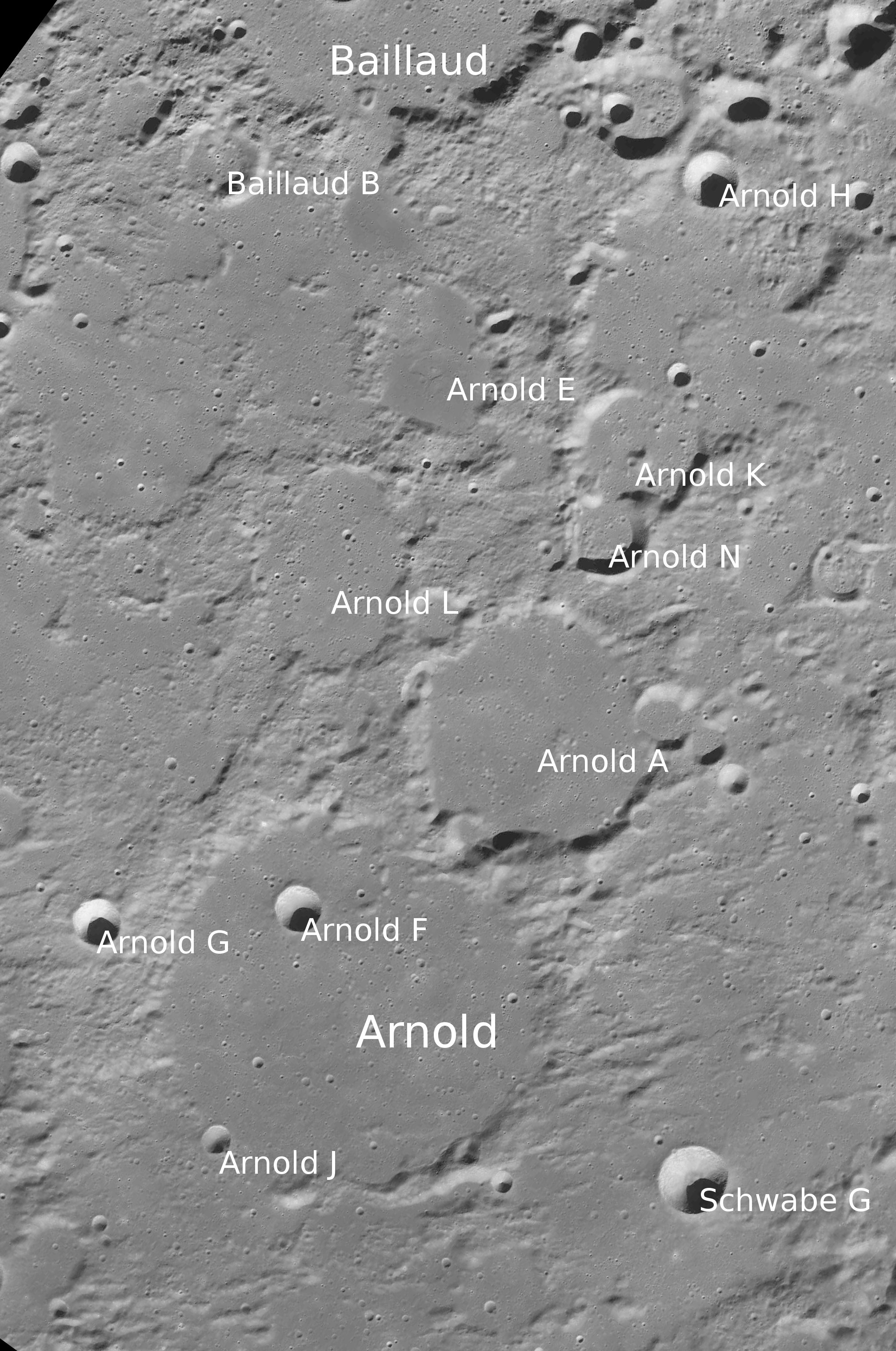
Kráter Arnold a okolí

Arnold je kráter typu valové roviny nacházející se v severní oblasti na přivrácené straně Měsíce. Ze Země je pozorovatelný zkresleně. Má průměr 95 km. Je obklopen několika satelitními krátery, z nichž největší Arnold A se dotýká jeho severovýchodního okrajového valu. Na poměrně plochém dně bez středového pahorku vyniká nejvíce kráter Arnold F.
Severně leží kráter Baillaud, jižně se nachází kráter Democritus, západně menší Moigno a západo-severozápadně ještě menší Peters.

## Název
Mezinárodní astronomická unie v roce 1935 schválila jeho pojmenování na počest rakouského astronoma Christopha Arnolda.

## Satelitní krátery
V okolí kráteru se nachází několik dalších kráterů. Ty byly označeny podle zavedených zvyklostí jménem hlavního kráteru a velkým písmenem abecedy.
| Arnold | Sel. šířka | Sel. délka | Průměr |
| ------ | ---------- | ---------- | ------ |
| A      | 68.8° S    | 39.8° V    | 57 km  |
| E      | 71.6° S    | 38.3° V    | 32 km  |
| F      | 67.5° S    | 35.2° V    | 10 km  |
| G      | 67.3° S    | 31.4° V    | 11 km  |
| H      | 72.6° S    | 45.3° V    | 13 km  |
| J      | 65.9° S    | 33.7° V    | 6 km   |
| K      | 70.8° S    | 42.8° V    | 29 km  |
| L      | 70.2° S    | 36.1° V    | 33 km  |
| M      | 68.3° S    | 43.6° V    | 7 km   |
| N      | 70.2° S    | 41.9° V    | 18 km  |